# Jens Andersen Lodehat
Jens Andersen Lodehat (død 15. juli 1431), dansk biskop.
Han var søn af Anders (eller Andreas) Jensen Lodehat til Torsinge, en bror til biskop Peder Jensen Lodehat og opnåede, formodentlig ved hjælp fra farbroderen, tidligt fremtrædende positioner, således at han ved dennes død i 1416 var provst i Odense og også kansler hos Erik 7. af Pommern. 
Han var udset som biskop Peder Lodehats efterfølger i Roskilde, men før valget var sket, benyttede kongen lejligheden til at kræve retten over København, som i sin tid var blevet overdraget som lån til Valdemar 4. Atterdag. 
Da Jens Andersen Lodehat valgtes til biskop, måtte han tiltræde, at København under striden var overladt i varetægt hos et medlem af rigsrådet, og i 1417 tog kongen byen og Københavns Slot. Dette betød blandt andet at Jens Andersen Lodehat måtte tage til takke med en beskeden Københavnerbolig i en række bygninger, der lå over det der i dag kaldes " Munkekælderen" i Nørregade. Jens Andersen Lodehat gjorde kun begrænsede forsøg på at få København igen og fik i stedet en gunstig position hos kongen som Danmarks Riges øverste Kansler. 
Han var fætter til ærkebiskoppen i Uppsala, Jens Gerriksen.